# エドヴァルド・ペルセウス
エドヴァルド・ペルセウス(Edvard Perséus、改名前の姓は Persson、1841年12月23日 -  1890年10月7日）はスウェーデンの画家である。肖像画、風景画、風俗画を描いた。絵画教師として、多くのスウェーデンの画家を育てた。

## 略歴
ルンドで生まれた。早くから画家を志ざし、ルンドの画家ケルナー（Magnus Körner）に学び、ルンドで画家として働いたが、本格的な美術教育を受けるために1861年にストックホルムに出て、スウェーデン王立美術院でボクルンド（Johan Christoffer Boklund）に学んだ。1867年にデュッセルドルフに留学し、その後ミュンヘンに移り、カール・フォン・ピロティのスタジオで働いた。
奨学金を得て、1872年から1874年の間、イタリアやパリで修行した後、デュッセルドルフにしばらく戻り、1875年にスウェーデンに帰国し、その後はストックホルムに住み個人美術学校を作って教えた。1879年から1889年の間はスウェーデン王立美術院でも教えた。1882年に、スウェーデン国立美術館などのスウェーデン王オスカル2世の美術コレクションの責任者に任じられた。

## 作品

『少年像（習作）』
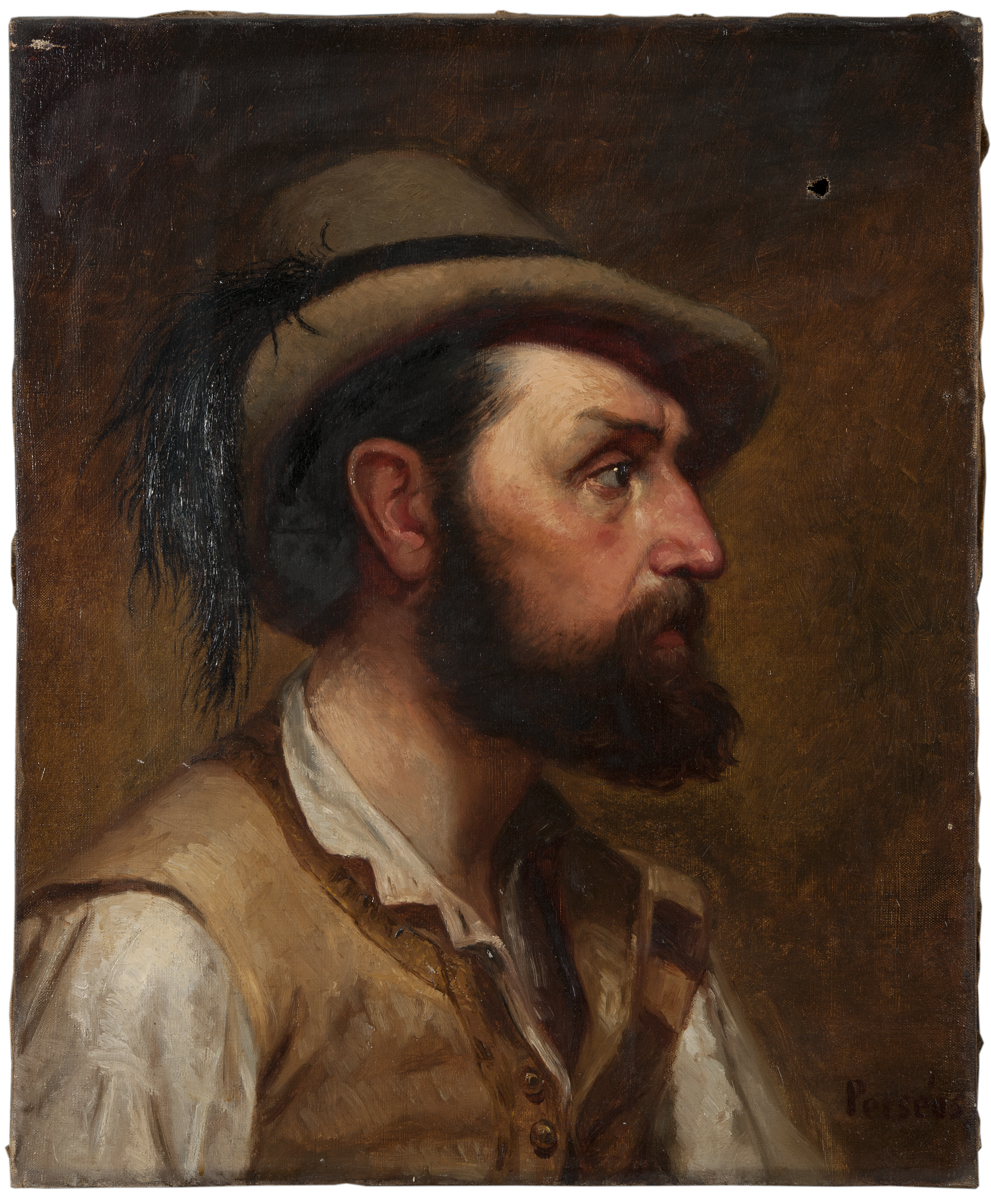
『猟師の姿をした自画像』
男性像
Stadsvy med hamn. Studie

## 教えた学生たち
- Axel Fahlcrantz (1851-1925)
- ユーハン・ティレン (1853-1911)
- カール・ヌードストローム (1855-1923)
- Ivar Nyberg (1855-1925)
- Wilhelm Dahlbom (1855-1928)
- Erik Sääf (1856-1934)
- Karl Aspelin (1857-1932)
- Robert Thegerström (1857-1919)
- リッカルド・ベリ(1858-1919)
- ニルス・キュレーゲル (1858-1930)
- Johan Krouthén (1858-1932)
- Carl Fredrik Saltza (1858-1905)
- Edward Rosenberg (1858-1934)
- William Féron (1858-1894)
- Johan Axel Gustaf Acke (1859-1924)
- Axel Jungstedt (1859-1933)
- オスカル・ビョルク (1860-1929)
- リチャード・ホール (1860-1942)
- Justus Lundegård (1860-1924)
- John Kindborg (1861-1907)
- ウジェーヌ・フレデリク・ヤンソン (1862-1915)
- Anshelm Schultzberg (1862-1945)
- Elias Erdtman (1862-1945)